# 聖ジョージ大聖堂 (カムデン区)
座標: 北緯51度31分49秒 西経0度8分40秒 / 北緯51.53028度 西経0.14444度

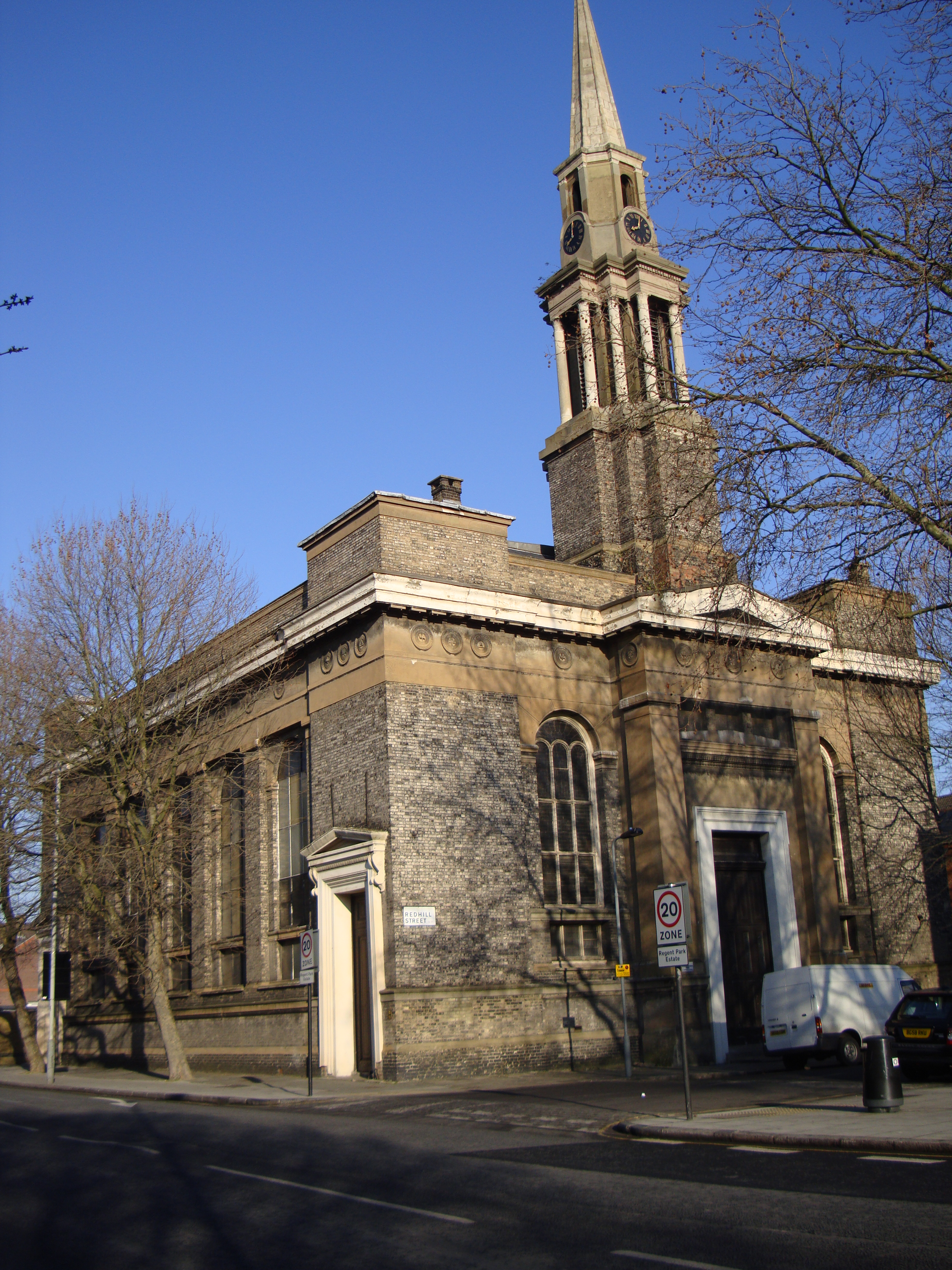
聖ジョージ大聖堂

聖ジョージ大聖堂（英語: St George's Cathedral）は、カムデン・ロンドン特別区にあるアンティオキア正教会の大聖堂である。1837年から1989年まではキリスト教会と呼ばれる聖公会の教会であった。
所在地はアルバニー通り（Albany Street）のセント・パンクラス（St Pancras）。

## 建物
方形プランをもつ煉瓦造石張り仕上げの教会堂で、ジェームズ・ペネソーン (James Pennethorne) の設計により、労働者の多いカンバーランド・マーケット（Cumberland Market）地区の教会堂として1836年に竣工。聖公会の教会として1837年に聖別され、オックスフォード運動の中に位置を占めることとなる。1839年から1843年にかけてR・C・カーペンター (R. C. Carpenter) が改築、さらに1849年から1885年にかけてウィリアム・バターフィールド (William Butterfield) が改築と装飾を手がけた。新ギリシア様式の外観は簡素で装飾が少なく、三層からなる尖塔は聖堂本体部分に比して通例より小さく抑えられている。内装としてはバターフィールドによる大理石の床面とクレイトン・アンド・ベル (Clayton and Bell) によるステンドグラスが特徴。1954年6月10日、イギリス指定建造物第2級に指定。2000年に屋根の改修が行われた。

## 略歴
アルバニー通りに2年間住んでいたクリスティーナ・ロセッティが足を運んだことが知られ、教会東面の窓のステンドグラスは彼女の兄ダンテ・ゲイブリエル・ロセッティのデザインによる『山上の垂訓』と題されたものが納められている（セルスリー教会堂 (Selsley Church) でも同じものを見ることができる）。
キリスト教会初等学校と呼ばれる学校がレッドヒル通りに形成された。1950年1月26日にはジョージ・オーウェルの葬儀が聖堂で行われた。これは大聖堂が、オーウェルが逝去したミドルセックス病院（Middlesex Hospital）と、彼の職場であったBBCブロードキャスティングハウス（Broadcasting House）に近かったためであった  。
1974年に、アルバニー・コンソート（Albany Consort）と呼ばれる初期音楽を扱う楽団がこの教会で設立された。1989年には聖公会の教会としての礼拝活動の場ではなくなり、聖ジョージ大聖堂となった。St Botolph-without-Bishopsgateと共に、ロンドンにおけるアンティオキア教会の一つとなっている。